# 武生町
武生町（たけふちょう）は福井県南条郡にあった町。現在の越前市の中心部にあたる。

## 地理
- 河川 ： 日野川

## 歴史
- 1889年（明治22年）4月1日 - 町村制の施行により、南条郡武生蓬莱町、武生幸町、武生有明町、武生桂町、武生尾花町、武生北府町、武生浪花町、武生吾妻町、武生旭町、武生寿町、武生大山町、武生上市町、武生楠町、武生末広町、武生鶴沢町、武生緑町、武生桜町、武生橘町、武生泉町、武生相生町、武生並木町、武生老松町、武生深草町、武生曙町、武生蛭子町、大門河原村、上市村、北府村及び平出村の区域をもって、南条郡武生町が発足する。
- 1947年（昭和22年）10月24日 - 昭和天皇が市内に行幸（昭和天皇の戦後巡幸）[1]。
- 1948年（昭和23年）4月1日 - 南条郡武生町及び神山村が合併して、武生市が発足する。

## 交通

### 鉄道路線
- 日本国有鉄道
  - 北陸本線：武生駅
- 福井鉄道
  - 福武線：武生新駅 - 西武生駅
  - 南越線：社武生駅 - 福武口駅 - 北府駅

### 道路
- 国道8号